# Дазилирион
Дазилирион (лат. Dasylirion) — род растений семейства Спаржевые (Asparagaceae) произрастающий на территории Мексики и США (Аризона, Нью-Мексико и Техас).

## Название
Родовое латинское (научное) название Dasylirion происходит от греческих слов dasys — «густой», «шероховатый», или «лохматый», и lirion — «лилия». Название, вероятно, было дано из-за длинного и неопрятного вида листьев и компактного расположения цветков в соцветии.

## Описание

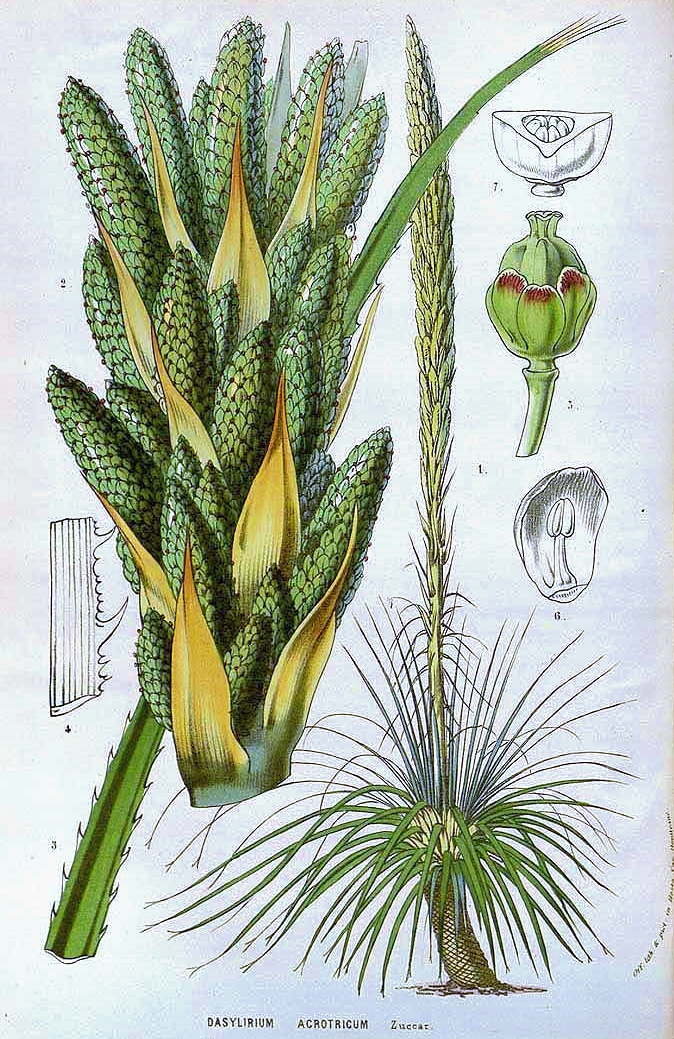
Ботаническая иллюстрация Dasylirion acrotrichum

Растения многолетние и поликарпические. Они имеют раскидистые корни диаметром 2–8 мм. Стебли могут быть короткими или удлиненными, часто с прямым или наклонным стволом. Листья стойкие и многочисленные, образуют раскидистые розетки. Листовые пластинки удлиненно-линейные, волокнистые, голые, иногда имеют восково-сизый налет. Основания листьев расширенные и налегающие, ложковидные, с острыми изогнутыми шипиками по краям и волокнистой верхушкой.
Соцветия метельчато-кистевидные, с прицветниками. Метелки узкие, на длинных одревесневших стеблях. Прицветники листовидные у основания и соломинчатые к кончику, ланцетной формы. В пазухах прицветников развиваются пучки плотных кистей. Цветки маленькие и функционально однополые, причем некоторые растения имеют только мужские цветки, а другие — только женские. Цветочные прицветники ланцетные и перепончатые. Шесть отчетливых листочков околоцветника могут быть беловатыми, зеленоватыми или пурпурными, обратнояйцевидной формы с зубчатыми краями. Завязь верхняя, трехгранная, у тычиночных цветков абортивная. Столбик короткий, ремневидный, слегка расширенный на конце, а рыльце трехлопастное со слабо сросшимися лопастями, образующими трубку. Плоды коробчатые, одногнездные, сухие, нераскрывающиеся, трехкрылые. Каждый плод содержит одно золотисто-коричневое семя, имеющее 3 угла и закрученную форму.
Количество хромосом — 19.

## Распространение
Род произрастает в пустыне Чиуауа, которая подвергается экстремальным температурам, достигающим -14°C зимой и 42°C летом. Эта полузасушливая экосистема, охватывает север Мексики и юго-запад Соединенных Штатов.

## Таксономия
Dasylirion Zucc., первое упоминание в Allg. Gartenzeitung 6: 258 (1838).

### Виды
Подтвержденные виды (23) по данным сайта Plants of the World Online на 2023 год:
- Dasylirion acrotrichum (Schiede) Zucc. — Дазилирион косматый
- Dasylirion berlandieri S.Watson
- Dasylirion cedrosanum Trel. — Дазилирион цедросанум
- Dasylirion durangense Trel.
- Dasylirion gentryi Bogler
- Dasylirion glaucophyllum Hook. — Дазилирион сизолистный
- Dasylirion graminifolium (Zucc.) Zucc.
- Dasylirion leiophyllum Engelm. ex Trel. — Дазилирион гладколистный
- Dasylirion longissimum Lem. — Дазилирион длиннейший
- Dasylirion longistylum J.F.Macbr.
- Dasylirion lucidum Rose
- Dasylirion micropterum Villarreal, A.E.Estrada & Encina
- Dasylirion miquihuanense Bogler
- Dasylirion occidentalis Bogler ex Hochstätter
- Dasylirion palaciosii Rzed.
- Dasylirion parryanum Trel.
- Dasylirion quadrangulatum S.Watson
- Dasylirion sereke Bogler
- Dasylirion serratifolium (Karw. ex Schult. & Schult.f.) Zucc.
- Dasylirion simplex Trel.
- Dasylirion texanum Scheele
- Dasylirion treleasei (Bogler) Hochstätter
- Dasylirion wheeleri S.Watson ex Rothr.

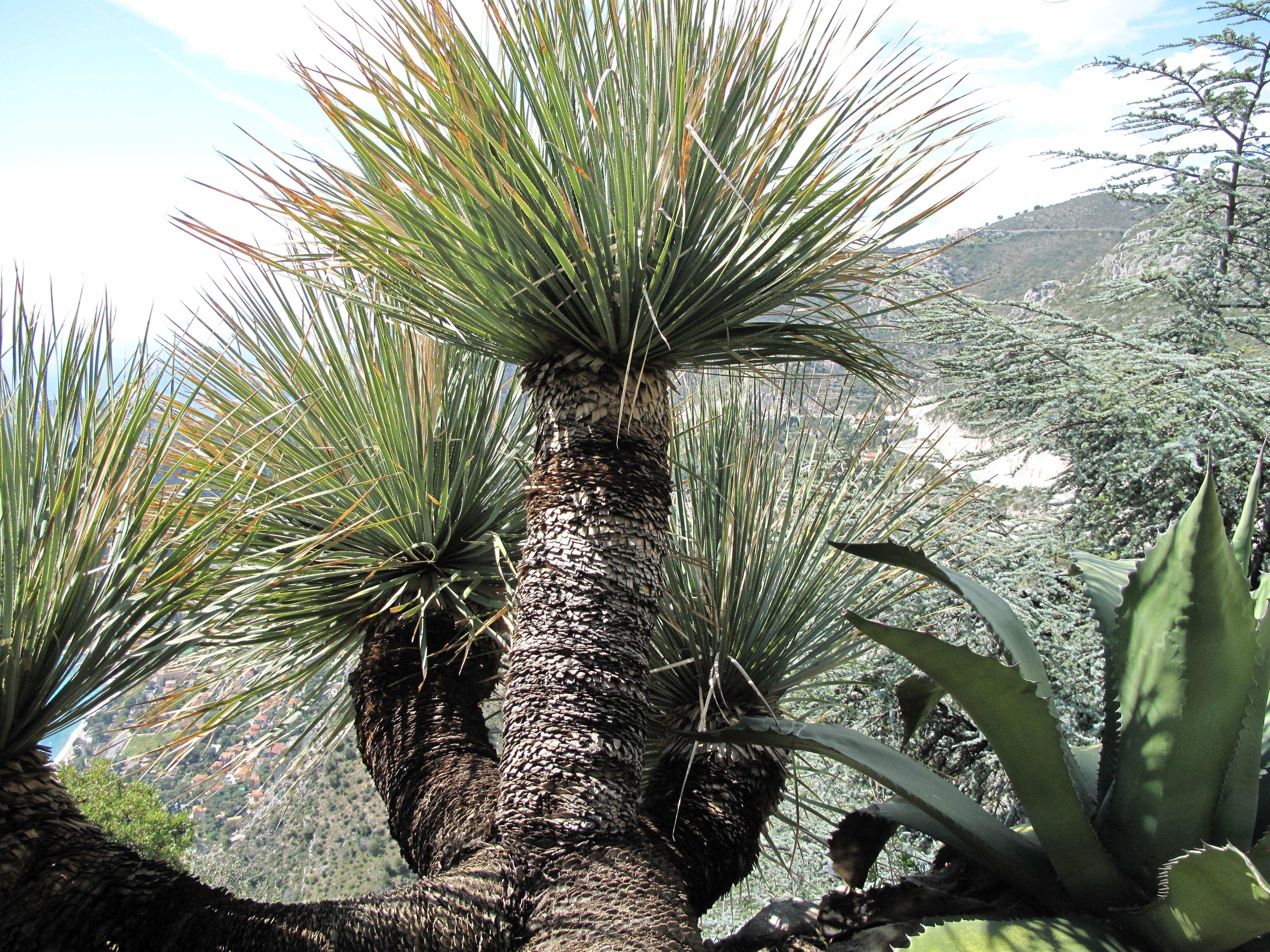
Dasylirion acrotrichum
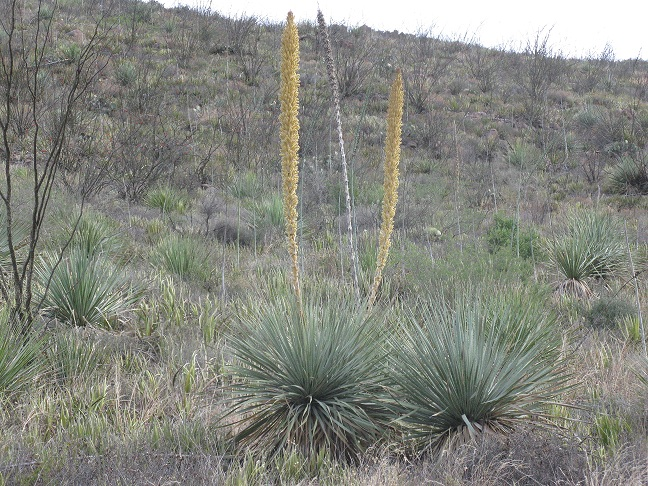
Dasylirion cedrosanum
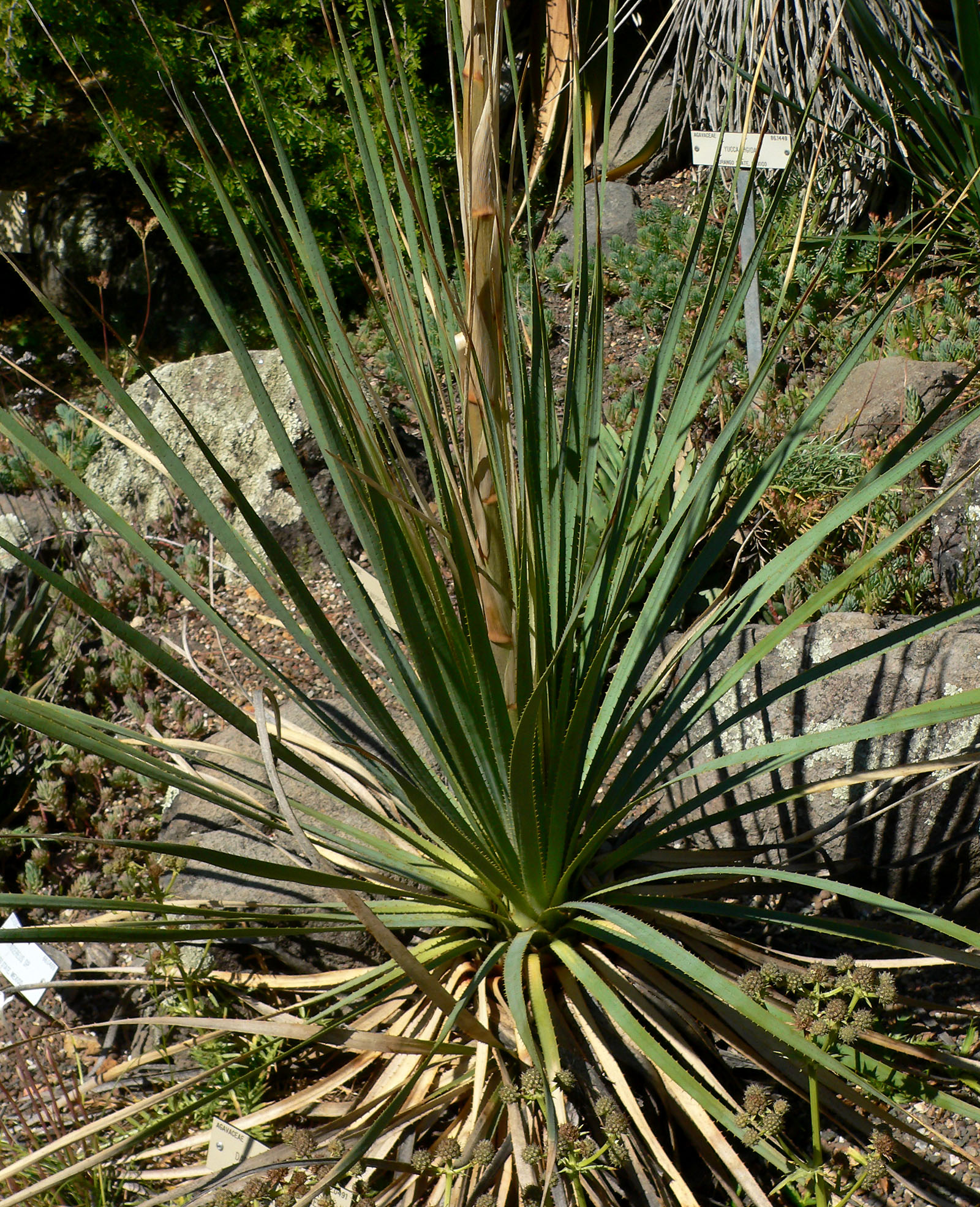
Dasylirion durangense
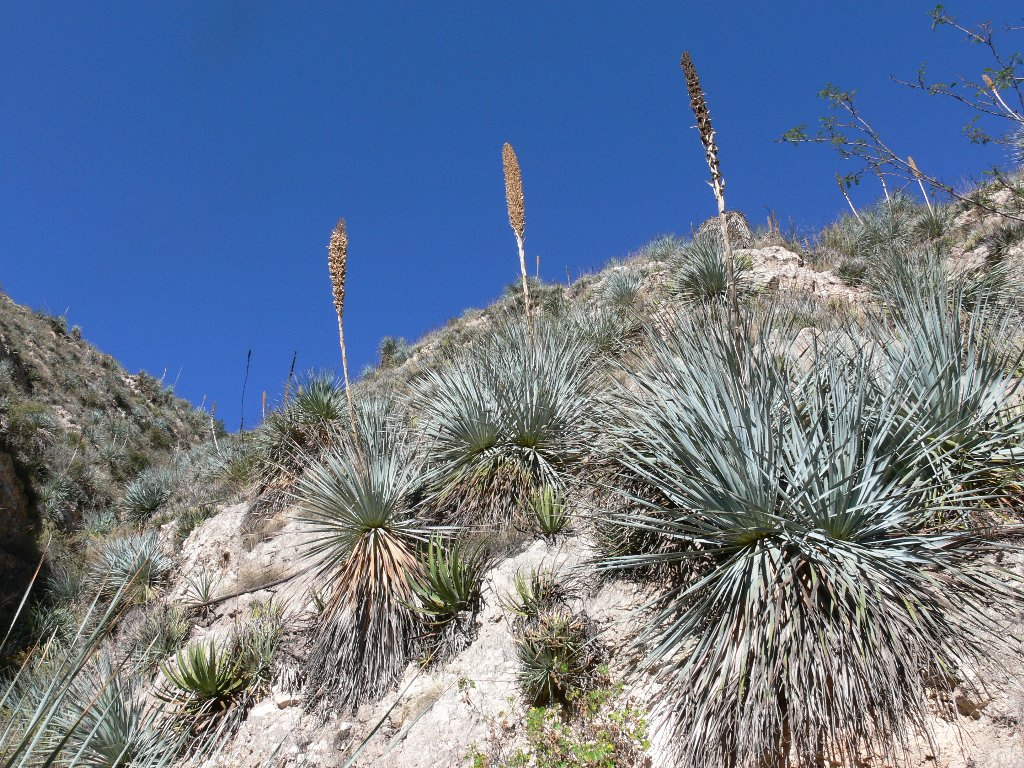
Dasylirion glaucophyllum
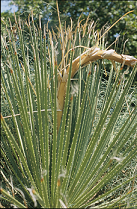
Dasylirion graminifolium
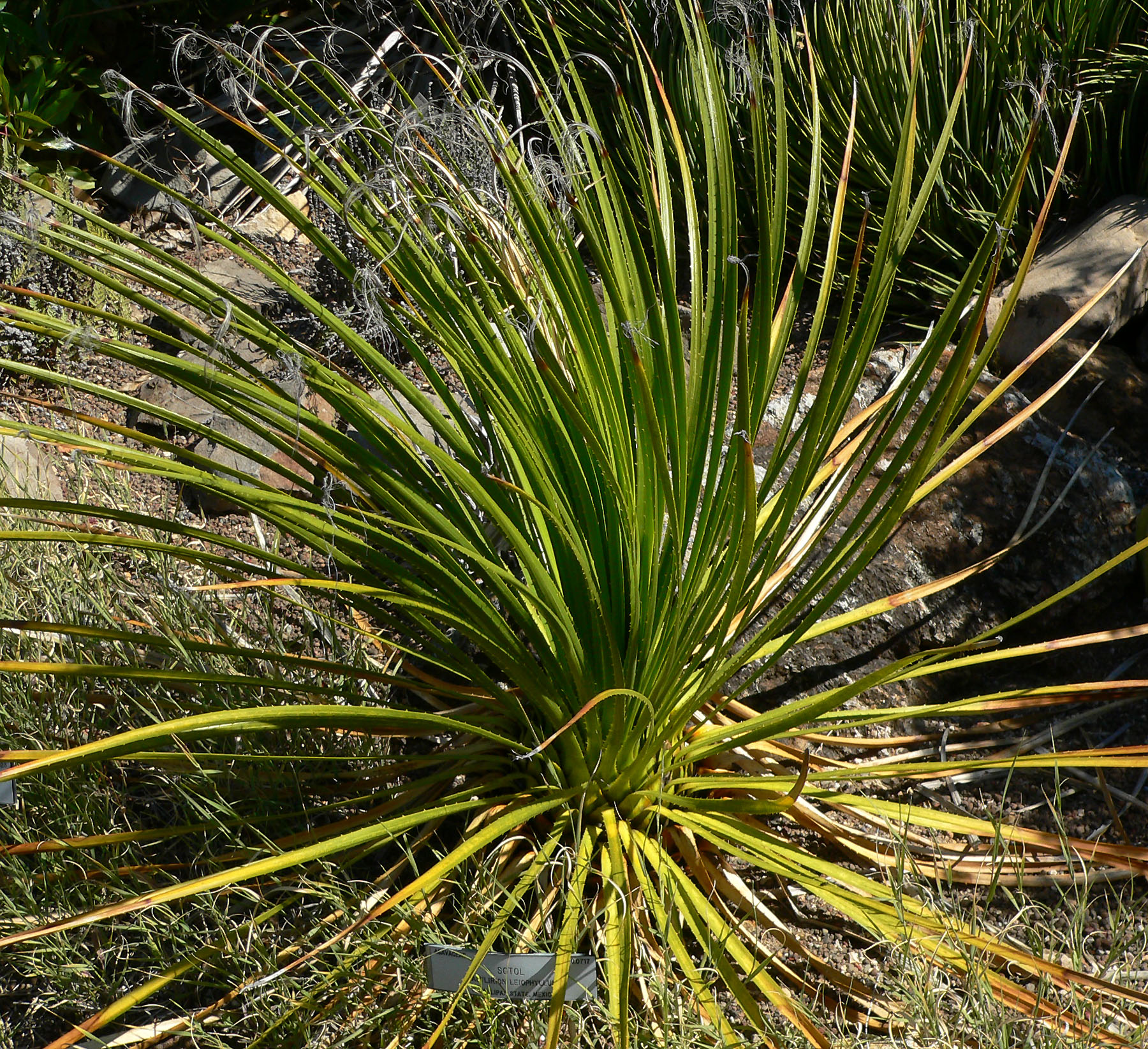
Dasylirion leiophyllum
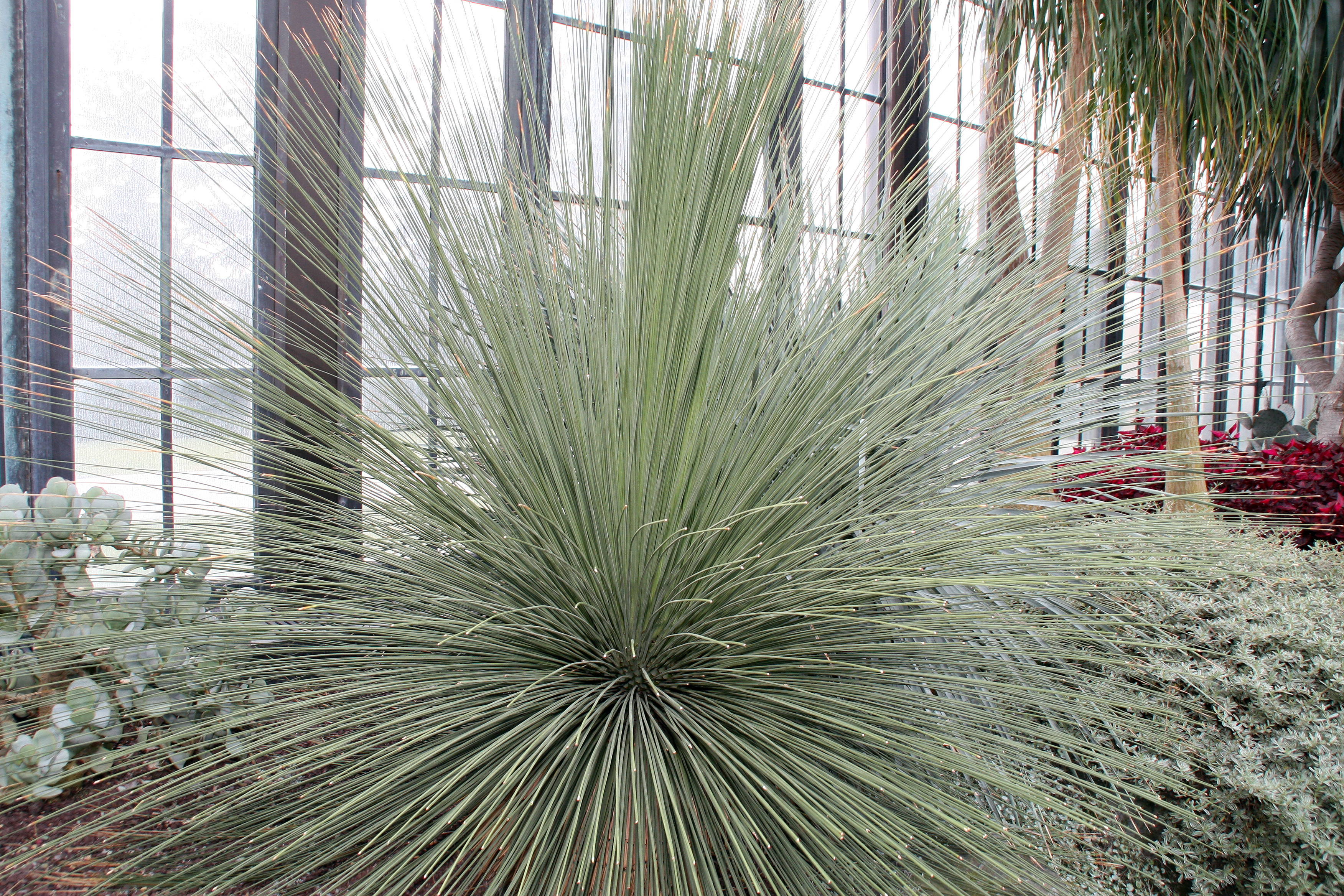
Dasylirion longissimum
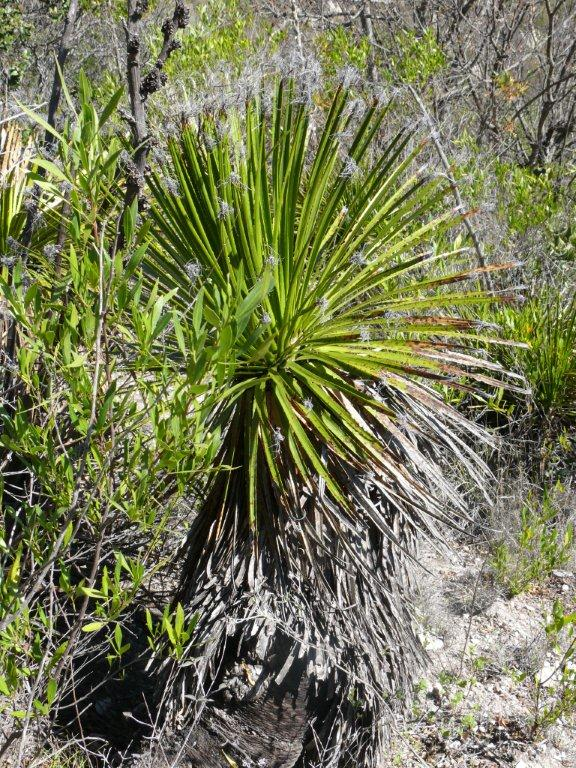
Dasylirion lucidum
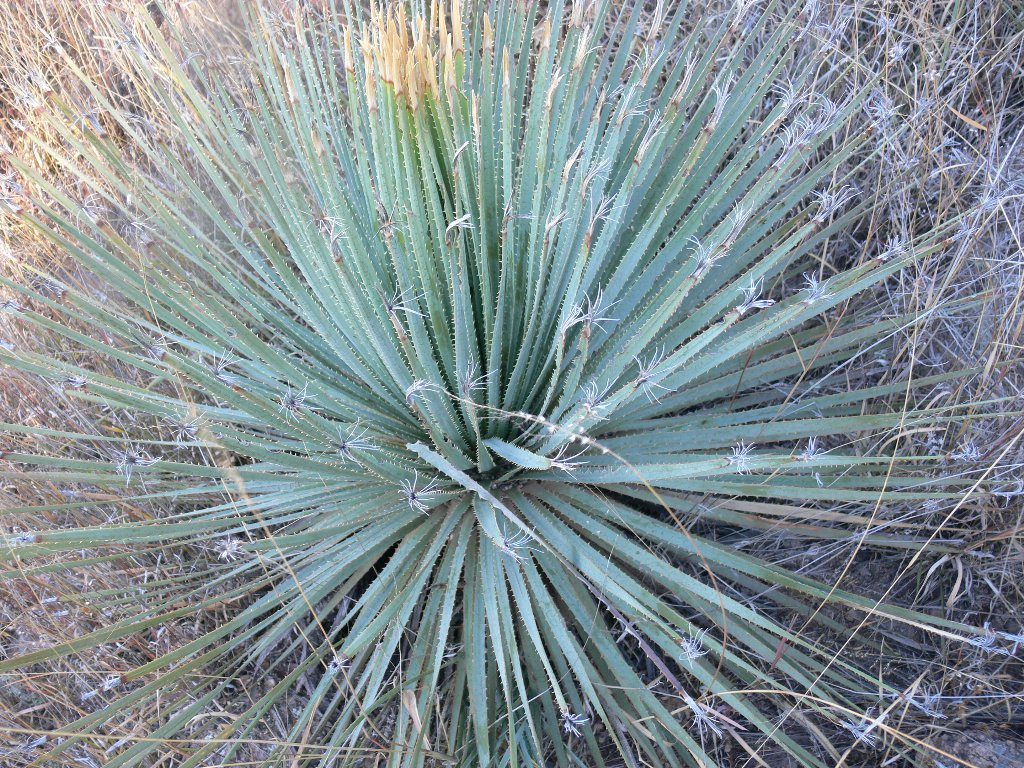
Dasylirion occidentalis
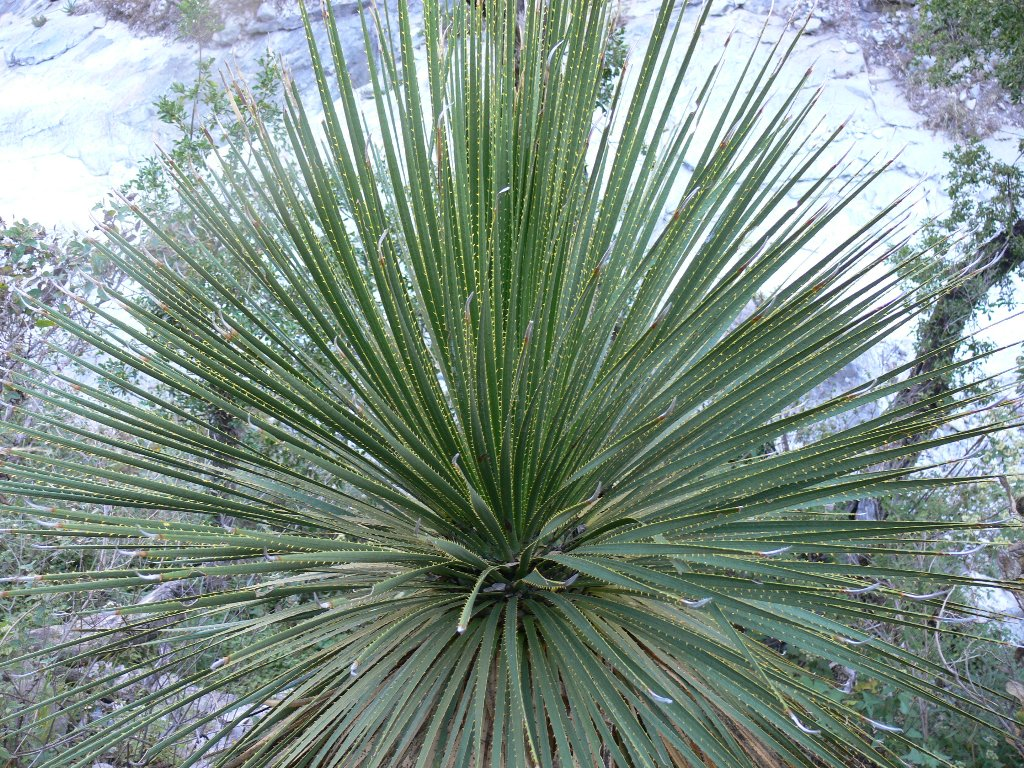
Dasylirion parryanum
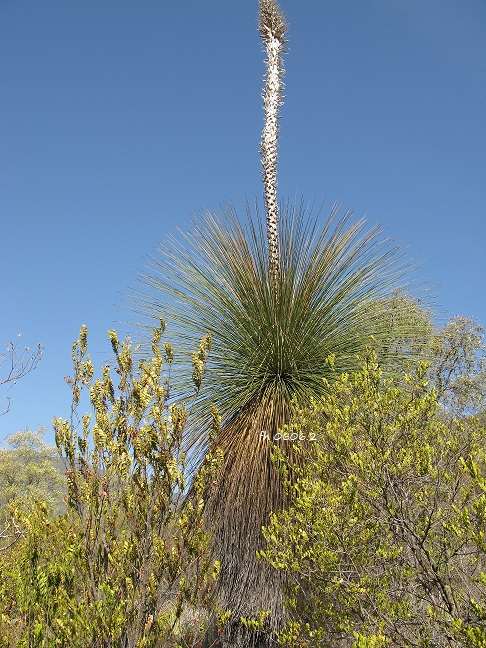
Dasylirion quadrangulatum
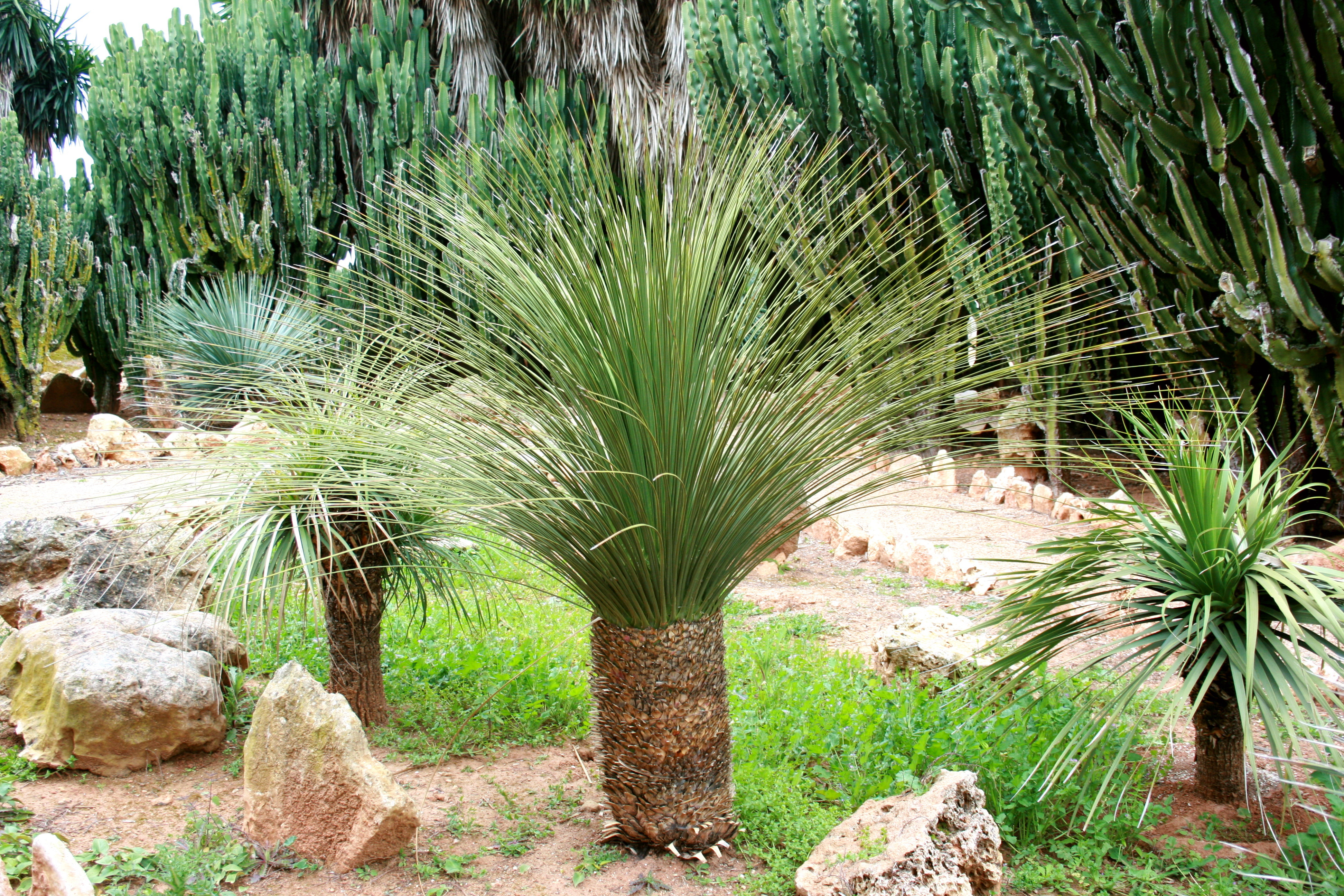
Dasylirion serratifolium
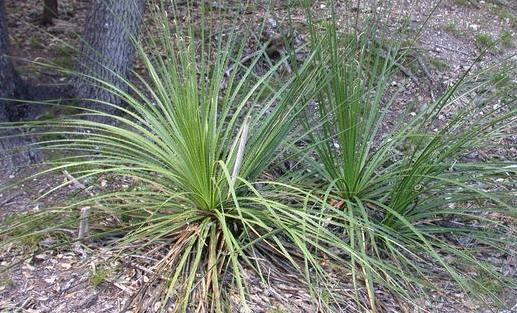
Dasylirion texanum
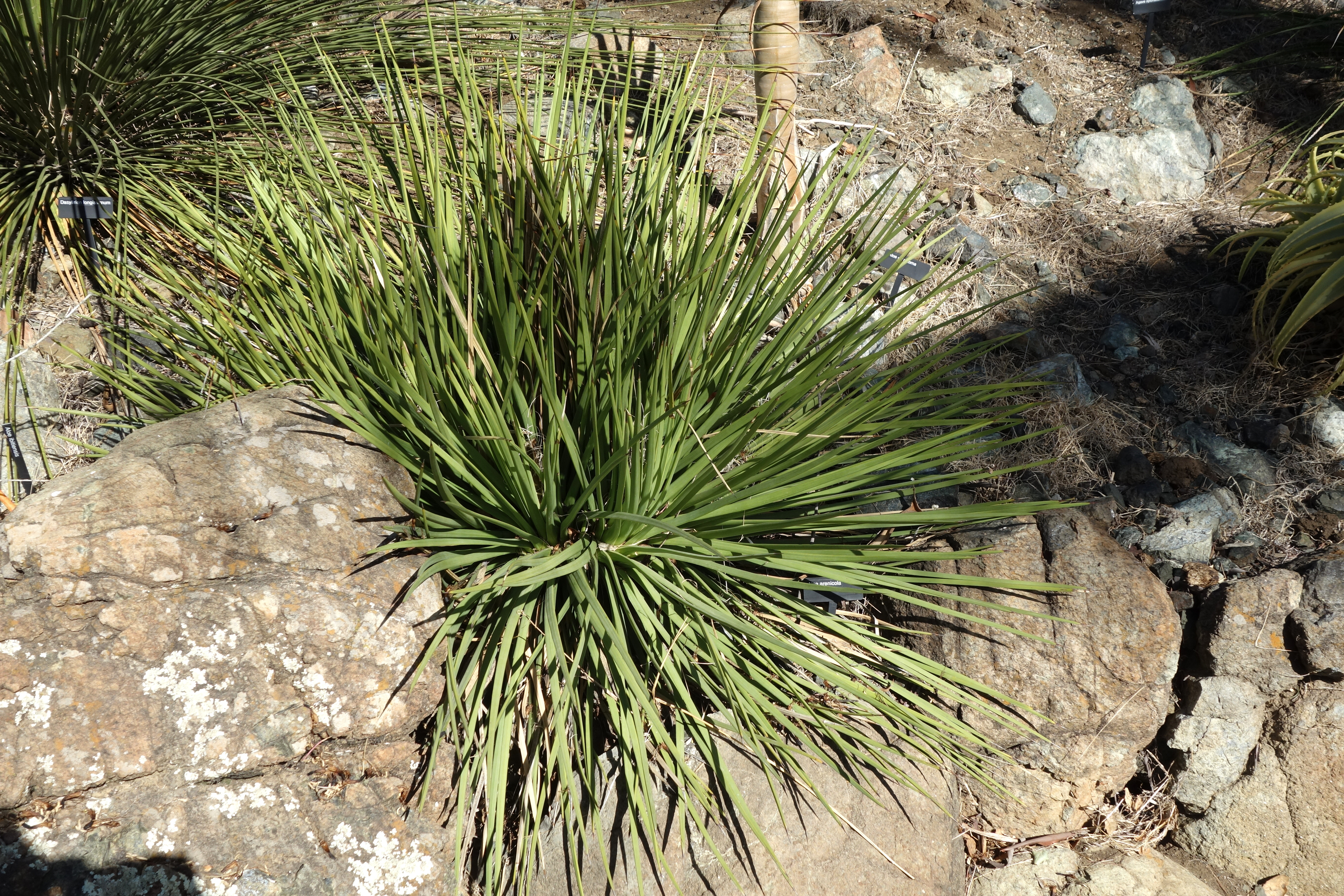
Dasylirion treleasei
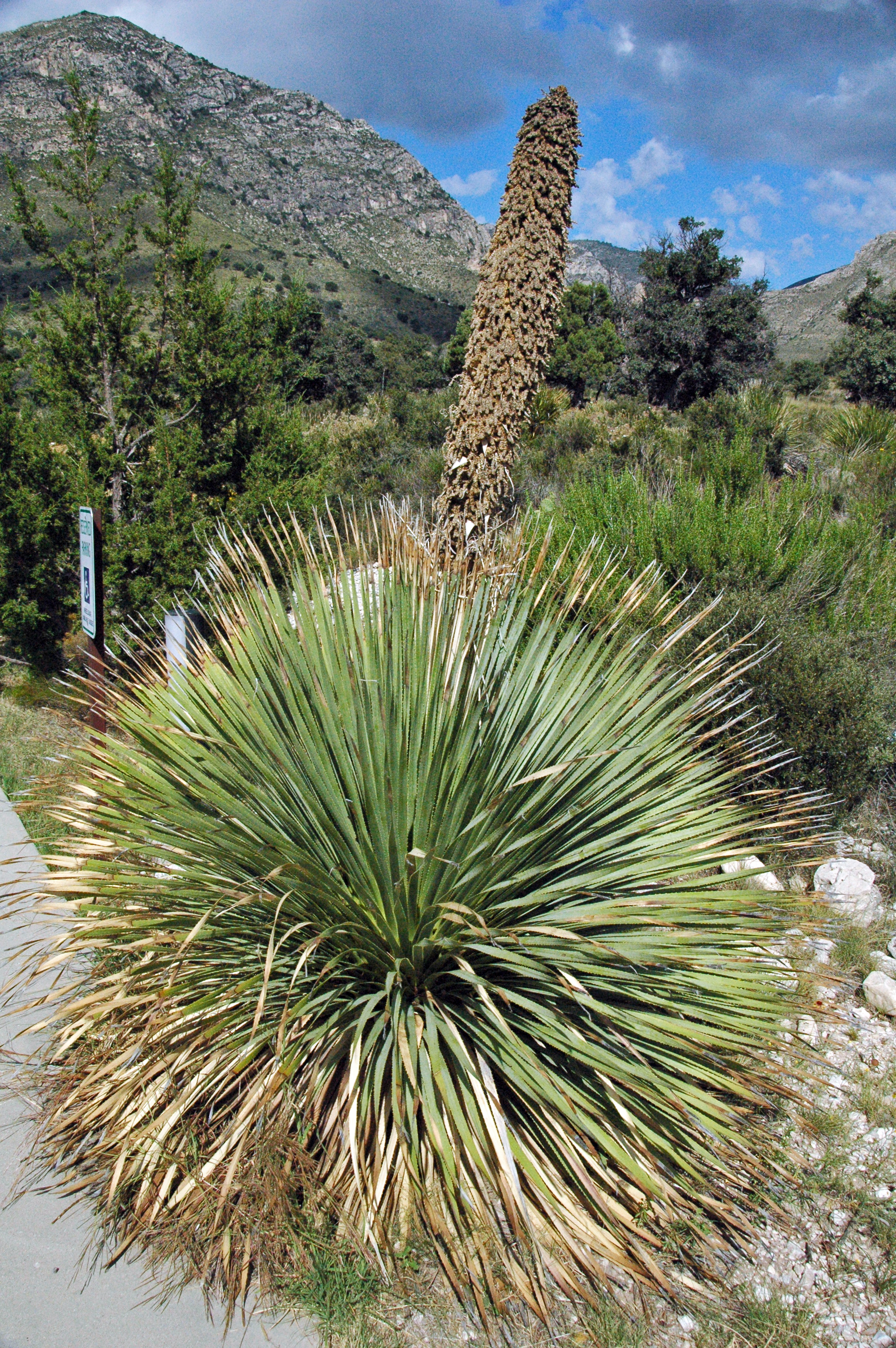
Dasylirion wheeleri

## Применение
В доиспанские времена местные общины этой области использовали растение в основном в пищу. Они жарили сердцевину и делали своеобразную пасту, которую можно было хранить, и которая служила хорошим источником углеводов. Тараумара или Рарамури, которые до сих пор называют его «сереке», также использовали растение для изготовления посуды, корзин, обуви и различных изделий, а также в медицинских целях благодаря его антибиотическим свойствам.
Из запеченных и ферментированных луковиц производят крепкий алкогольный напиток — «сотол».